# Smijowka (Orjol, Swerdlowski)
Smijowka (russisch Змиёвка) ist eine Siedlung städtischen Typs in der Oblast Orjol in Russland mit 5976 Einwohnern (Stand 14. Oktober 2010).

## Geographie
Der Ort liegt etwa 40 km Luftlinie südöstlich des Oblastverwaltungszentrums Orjol, einige Kilometer westlich des Suscha-Nebenflusses Nerutsch.
Smijowka ist Verwaltungszentrum des Rajons Swerdlowski sowie Sitz und einzige Ortschaft der Stadtgemeinde (gorodskoje posselenije) Smijowka.

## Geschichte
Der Ort entstand 1868 im Zusammenhang mit dem Bau der Eisenbahnstrecke Moskau – Kursk – Charkow, als dort eine Station errichtet wurde. Sie wurde benannt nach dem damaligen Besitzer der dortigen Ländereien Smijow beziehungsweise dem gut 15 km nordwestlich gelegenen Dorf Smijowo, wo sich dessen Landsitz befand.
1920 wurde der Verwaltungssitz einer Wolost des Ujesds Orjol aus dem zehn Kilometer westlich gelegenen Dorf Bogoduchowo nach Smijowka verlegt. Die Wolost wurde wenig später nach dem Revolutionär und Politiker Jakow Swerdlow benannt und am 30. Juli 1928 in einen gleichnamigen Rajon umgewandelt.
Im Zweiten Weltkrieg wurde Smijowka Ende Oktober 1941 von der deutschen Wehrmacht besetzt, befand sich längere Zeit in Frontnähe an der Nordflanke des „Kursker Bogens“ und wurde schließlich am 24. Juli 1943 von der Roten Armee im Rahmen der Orjoler Operation zurückerobert.
Am 5. Mai 1959 erhielt der Ort den Status einer Siedlung städtischen Typs.

### Bevölkerungsentwicklung
| Jahr | Einwohner |
| ---- | --------- |
| 1939 | 2152      |
| 1959 | 3139      |
| 1970 | 4996      |
| 1979 | 5630      |
| 1989 | 6295      |
| 2002 | 6373      |
| 2010 | 5976      |

Anmerkung: Volkszählungsdaten

## Verkehr
Smijowka besitzt einen Bahnhof bei Kilometer 425 der auf diesem Abschnitt 1868 eröffneten und seit 1959 elektrifizierten Eisenbahnstrecke Moskau – Kursk – Charkiw (Ukraine).
Einige Kilometer nordöstlich führt die föderale Fernstraße R119 Orjol – Lipezk – Tambow vorbei. In südlicher Richtung zweigt die Regionalstraße 54K-7 ab, die bis ins benachbarte Rajonzentrum Glasunowka der Bahnstrecke folgt und sich dann nach Westen richtet, bis sie die föderale Fernstraße M2 unweit der Grenze zur Oblast Kursk erreicht.